# Danger & Thunder
"Danger & Thunder" es un episodio especial de la serie de televisión de Nickelodeon, Henry Danger, serie creada  por Dan Schneider. Este es un episodio especial de una hora correspondiente a los episodios 214 y 215, de la segunda temporada. El episodio fue estrenado el sábado 18 de junio de 2016 a las 8:00pm. Este episodio fue promocionado como un «crossover» con otra serie del canal llamada The Thundermans, aunque en realidad se cuenta como un episodio de Henry Danger.
El crossover se estrenó en Nickelodeon Latinoamérica el 25 de agosto de 2016.

## Trama
Una ola de crímenes ha golpeado Swellview y el Dr. Minyak ha escapado de la cárcel. En Hiddenville, Phoebe Thunderman ve las noticias y hace planes para ayudar a Capitán Man y a Kid Danger. Después de un ataque mano a mano sin éxito por los villanos, los Tres Muchachos, aprenden de que el Dr. Minyak ha pedido una reunión con los villanos de Swellview para discutir cómo destruir a Capitán Man y a Kid Danger. Mientras tanto, el cuello de Piper se pone rígido, haciendo que Jasper y el Sr. Hart se pongan a trabajar para aliviar su cuello. Luego de que los villanos, los Tres Muchachos atacaran el lugar en donde Capitán Man trabaja, luego de vencerlos, él junto con Kid Danger y Charlotte, se hacen pasar por los Tres Muchachos, en eso, Phoebe entra al lugar y los confunde con los verdaderos Tres Muchachos y va al ataque hasta que Capitán Man y Kid Danger aclaran las cosas, luego de una pequeña charla, haciendo que Capitán Man convenciera a Phoebe para unirse a ellos e ir a la junta de villanos, haciéndose pasar por los Tres Muchachos.
Luego de que Phoebe se une con Capitán Man y Kid Danger, ellos se infiltran en donde el Dr. Minyak, Dr. Minyak, Nurse Cohort, Drill Finger, Jeff, Van Del, y Time Jerker están localizados en la parte inferior de una base submarina bajo el Lago de Swellview por Toddler, que tiene al hermano de Phoebe, Max Thunderman trabajando para ellos.
Toddler explica que sobrevivió a la piscina de bolas sin fondo por el que calló 100 pies debajo de la tierra, en la pelea que tuvo en el primer episodio del show contra Capitán Man y Kid Danger, y tuvo que desenterrarse donde terminó saliendo de la caja de arena pública, haciendo que muchos niños se asustaran, mientras las madres de familia estaban distraídas usando su teléfono celular. Toddle propone a los villanos reunidos que si combinan sus poderes, pueden destruir a Kid Danger y a Capitán Man. Cuando Phoebe mira a entrar a Max a la base submarina, inmediatamente va a hablar con él y le dice por accidente el motivo por el cual ella está ahí, haciendo que Max valla a hablar con Toddler y también aprovecha para robar el heliómetro del Dr. Minyak. Mientras tanto, Jasper ayuda a Piper a enviar mensajes de texto a Steve, ya que ella le era imposible por la enfermedad en el cuello, enviándole un mensaje a Steven que está invitado a la fiesta de sushi de Emma, causando que los amigos de Piper, se enfurecieran y vallas a cada de ella a reclamar. A medida que los villanos trabajan para llegar a un plan para destruir a Capitán Man y a Kid Danger, Max termina por desenmascarar a Capitán Man y a Kid Danger con su superpoder, Toddler y los demás villanos se van contra ellos, haciendo que Phoebe salga a su defensa. Capitán Man separa a Kid Danger y a Phoebe lejos de los villanos, para que vallan ingeniando un plan para escapar, mientras que éste luche contra todos los villanos, pero esto le fue imposible, gracias al heliometro que Toddler usó para atacar a Capitán Man, haciendo que o capturen en un gran bloque de cemento. Con Capitán Man atrapado en un bloque de cemento en el tren, Toddler y sus secuaces afirman que el tren pasará por el puente de Jandy y ahí arrojarlo. Max intenta tomar el heliómetro de Toddler pero le es imposible. 
Con la ayuda de Charlotte y Schwoz, Kid Danger y Phoebe pudieron localizar a Capitán Man en un helicóptero. Más tarde, Emma y su grupo de amigos se muestran en la casa de Piper para expresar su ira hacia ella por o que Jasper hizo, pero éste admite el error, y el grupo de Emma toma su enojo en Jasper, y lo empiezan a golpear. Kid Danger y Phoebe bajan del helicóptero y se enfrentan contra Todder, el Dr. Minyak, Van Del, y sus secuaces.
Cuando Charlotte ve que Kid Danger y Phoebe estuvieron a punto de ser capturados por los secuaces de Toddler, da rienda suelta a las granadas para liberar al Capitán Man. Con el Capitán Man libre, los héroes luchan mientras que los villanos son arrojados fuera del tren. Luego de que Max vio que los villanos fueron derrotados, Max pidió perdón, y Capitán Man, Phoebe y Kid Danger lo perdonan, pero por venganza, ellos le dan un paseo hacia a casa colgando del helicóptero de Schwoz.

## Elenco y personajes
- Jace Norman como Henry Hart (Kid Danger)
- Kira Kosarin como Phoebe Thunderman.
- Cooper Barnes como Ray Manchester (Capitán Man)
- Jack Griffo como Max Thunderman.
- Mike Ostroski como Dr. Minyak.
- Riele Downs como Charlotte.
- Ella Anderson como Piper Hart
- Jeffrey Nicholas Brown como Jake Hart.
- Michael D. Cohen como Schwoz Schwartz.
- Amber Bela Muse como enfermera Cohort.
- Josh Fingerhut como Van Del.
- Ben Giroux como Toddler.
- Ryan Grassmeyer como Jeff.
- Joey Richter como The Time Jerker.
- Daniel Kaemon como Drill Finger.
- Julia May Wong como chica alienígena.
- Los Tres Muchachos.

## Recepción
El episodio fue visto por 2.24 millones de espectadores, siendo la audiencia más alta de ese día y de la semana por los programas en canales infantiles (Nickelodeon, Disney Channel, Disney XD y Cartoon Network). Tuvo un total de 400 000 espectadores en adultos de 18 a 49 años que da 2.24